# Caerwys
Caerwys är en ort och community i Storbritannien.   Den ligger i kommunen Flintshire och riksdelen Wales, i den södra delen av landet, 290 km nordväst om huvudstaden London. 